# Hokitika

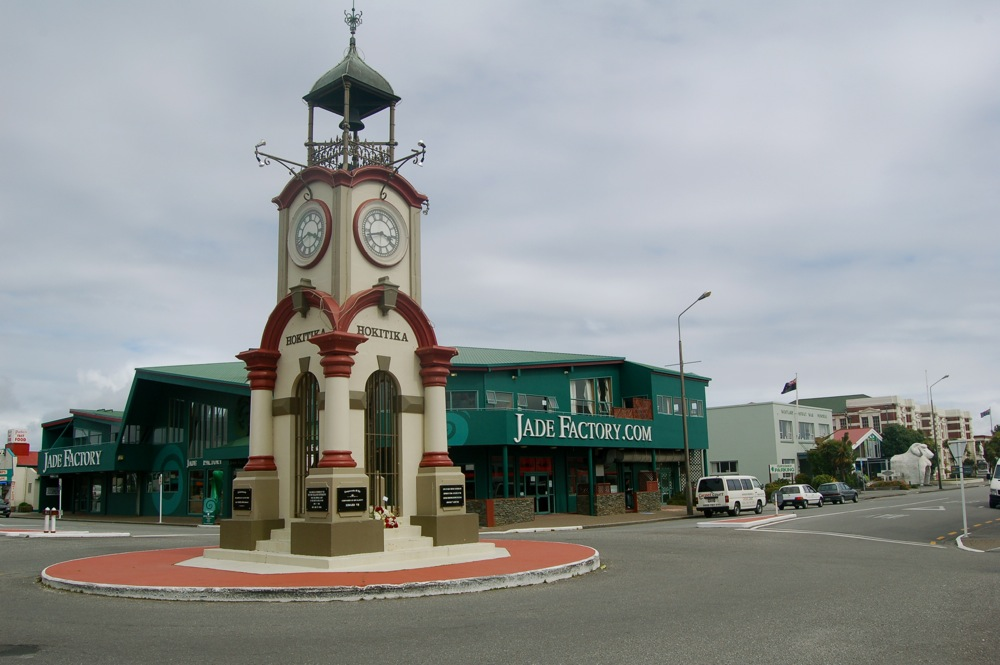
Wieża zegarowa z 1902 r. w centrum miasta Hokitika

Hokitika – miasto położone na Południowej Wyspie Nowej Zelandii, w pobliżu ujścia rzeki Hokitika. Należy do rejonu administracyjnego West Coast. Populacja na rok 2018 wynosi 2892 osób.
Założone w 1864 r. jako miasto górnicze poszukiwaczy złota. Przez krótki okres było jednym z najludniejszych miast Nowej Zelandii. Współczesna ekonomia opiera się również na wydobyciu złota a także jadeitu i węgla. Miasto żyje również z leśnictwa i coraz bardziej popularnej ekoturystyki.